# 理事会
理事会（りじかい）とは、法人の機関であって、全ての理事で構成され、法人の業務執行の決定等を行うもの。株式会社においては、理事会に代わるものとして取締役会がある。
一般財団法人においては、理事で組織する理事会とともに、評議員で組織する評議員会が設置される。一般社団法人では、最高意思決定機関は社員総会（株式会社では株主総会）であり、重要案件はそこで審議されるため、理事会はこれを踏まえて業務執行に関する事項を決定する執行機関となる。
地方公共団体の組合である一部事務組合及び広域連合はその長(管理者及び広域連合長)にかえて理事会を置く事が出来る。国際機関においても国際連合の安全保障理事会等をはじめとして理事会と名の付く機関が置かれることがある。